# 젠더리즘
젠더리즘(genderism)은 누군가의 성 정체성이 태어나자마자 생식기로 결정되며 성별을 다시 바꿀 수 없다고  본다. 젠더리즘은 성 정체성과 생물학적 성별이 일치하지 않는 사람들에 대한 부정적 태도, 편견, 차별을 유발한다. 젠더리즘은 특히 트랜스젠더들에게 적용하기 적절한 용어로, 트랜스포비아 및 젠더배싱에 대한 책임이 있는 핵심 요소로 지적된다. 트랜스포비아가 호모포비아에 대응된다면, 젠더리즘은 이성애주의에 대응한다고 볼 수 있다.